# Liste der Monuments historiques in Barisey-au-Plain
Die Liste der Monuments historiques in Barisey-au-Plain führt die Monuments historiques in der französischen Gemeinde Barisey-au-Plain auf.

## Liste der Objekte
| Bezeichnung                   | Beschreibung                                                        | Standort                                   | Kennzeichnung | Schutzstatus | Datum | Bild |
| ----------------------------- | ------------------------------------------------------------------- | ------------------------------------------ | ------------- | ------------ | ----- | ---- |
| Weihwasserbecken              | Gusseisen, 17. Jahrhundert                                          | in der Kirche Nativité-de-la-Vierge (Lage) | PM54001387    | Inscrit      | 1994  |      |
| Skulptur Heiliger Vinzenz     | Stein, Holz, 15. oder 16. Jahrhunderts                              | in der Kirche Nativité-de-la-Vierge (Lage) | PM54000033    | Classé       | 1969  |      |
| Wandvertäfelung               | Eichenholz, Anfang des 18. Jahrhunderts                             | in der Kirche Nativité-de-la-Vierge (Lage) | PM54001106    | Classé       | 1966  |      |
| Zwölf-Apostel-Retabel         | Stein, 15. Jahrhundert                                              | in der Kirche Nativité-de-la-Vierge (Lage) | PM54000030    | Classé       | 1969  |      |
| Skulptur Madonna mit Kind (1) | Holz, Ende des 14. Jahrhunderts                                     | in der Kirche Nativité-de-la-Vierge (Lage) | PM54000034    | Classé       | 1969  |      |
| Hauptaltar                    | Altartisch, Retabel, Tabernakel und Skulptur; Holz, 18. Jahrhundert | in der Kirche Nativité-de-la-Vierge (Lage) | PM54000031    | Classé       | 1969  |      |
| Skulptur Madonna mit Kind (2) | Stein, 16. Jahrhundert                                              | in der Kirche Nativité-de-la-Vierge (Lage) | PM54000032    | Classé       | 1969  |      |
| Skulptur Heiliger Antonius    | Holz, farbig gefasst, erste Hälfte des 16. Jahrhunderts             | in der Kirche Nativité-de-la-Vierge (Lage) | PM54001386    | Inscrit      | 1977  |      |
| Beichtstuhl                   | Holz, 18. Jahrhundert                                               | in der Kirche Nativité-de-la-Vierge (Lage) | PM54001388    | Inscrit      | 1994  |      |
| Kelch                         | Silber, vergoldet, 1782; zwischen 1979 und 2010 verschwunden        | in der Kirche Nativité-de-la-Vierge (Lage) | PM54000035    | Classé       | 1979  |      |
| Kelch                         | Silber, vergoldet, nach 1718; zwischen 1979 und 2010 verschwunden   | in der Kirche Nativité-de-la-Vierge (Lage) | PM54000036    | Classé       | 1979  |      |